# Liyue
Liyue (en chino: 璃月; pinyin: Líyuè) es un país ficticio del videojuego Genshin Impact, desarrollado por miHoYo, ubicado en el continente oriental de Teyvat. Este es el escenario principal de la primera parte de la historia del juego, y su ciudad más importante es el puerto de Liyue. Este país se rige por la creencia en el «contrato» y su elemento representativo es la «roca». Su protector anterior era el dios de la piedra conocido como el «Rey de la Roca», Zhongli, mientras que eran las Siete Estrellas de Liyue quienes en realidad controlaban la tierra. 
Liyue se tardó un año en crear y se inspiró en la antigua China, utilizando referencias artísticas de lugares como el Parque forestal nacional de Zhangjiajie, el Área Escénica de Huanglong, el paisaje natural de Guilin, la Ciudad Antigua de Fenghuang y el Templo de Xuankong. El diseño recibió muchos elogios por su representación de la cultura china, que es un símbolo importante en el juego.

## Creación
El equipo de producción del juego comentó que Liyue se desarrolló en un estilo chino ambientado en un mundo de fantasía. El proceso tomó un año desde la prueba beta hasta la creación del arte y la historia. Lanzado oficialmente el 19 de marzo de 2020, Liyue es 1.5 veces más grande que Mondstadt. En el juego, Liyue se encuentra al este del continente de Teyvat, limita con Mondstadt al noreste y Sumeru al oeste. Liyue tiene una geografía rica y diversa, dominada por un paisaje compuesto en gran parte de arenisca, que son el sello distintivo del liderazgo del «Dios de la Roca». Sus llanuras arenosas están atravesadas por una densa red de ríos, mientras que imponentes montañas y formaciones rocosas alcanzan el horizonte y las transiciones entre mesetas y colinas están claramente definidas. En las zonas de media altitud predominan los álamos, mientras que en las zonas altas crecen acacias y pinos. En las zonas del delta y en las orillas de los ríos se encuentran bambú, ciruelos y ginkgo. La vida silvestre, incluidas grullas y lagartos, vive en las paredes rocosas.
El equipo de producción también se centró en la estructura ambiental de la ciudad de Liyue, teniendo en cuenta aspectos como el clima, la vegetación y la vida silvestre. Dado que Liyue se basa en el elemento piedra, en las decoraciones predominan los colores cálidos. Los jugadores ingresan a Liyue desde las fronteras de Mondstadt a través de una puerta de piedra inspirada en arcos de piedra caliza. El diseño original de esta puerta era un cañón de ranura, que luego fue mejorado basándose en caminos antiguos en China. Al atravesar la puerta, los jugadores llegan al Pantano Dihua, que se inspira en los paisajes de Guilin y Yangshuo, con montañas y formaciones rocosas que se extienden a lo largo, una densa red de ríos y riberas llenas de coloridas flores flotantes. La icónica Posada Wangshu se basa en las casas de pilotes del sur de China, con su estética inspirada en la película La posada del dragón. El paisaje de la Posada Wangshu representa la naturaleza acuosa continua de la ciudad de Guilin y detalla la vida de los residentes de Liyue. Al norte, la Aldea Chingtsé destaca por sus numerosas terrazas que reflejan la serenidad del lugar.
El brazo del río de la Llanura Bishui serpentea desde el Pantano Dihua y finalmente se une en el Estanque Luhua, inspirado en la famosa cascada de piedra caliza en la Reserva Natural de Huanglong en Sichuan. El área escénica de Huanglong es el único humedal alpino bien conservado en China continental. El equipo de producción sintió que Huanglong tenía un  «sentimiento de ensueño» y «misterio» más allá de la realidad, por lo que lo eligieron como referencia para el ecosistema de Liyue. El prototipo del Estanque Luhua es precisamente el estanque colorido, ubicado en Huanglong. El agua del Estanque Luhua utiliza un material diferente al de otras aguas del juego, lo que le permite mostrar colores atractivos en una variedad de condiciones de iluminación. Además, se han colocado puntos de refuerzo alrededor del mismo para que los jugadores puedan «apreciar mejor su belleza».
El Estanque Luhua se inspira en la Montaña Tianmen, un famoso atractivo del Parque Nacional de Zhangjiajie. En el Desfiladero Jueyun, donde las nubes y la neblina reinan durante todo el año, se encuentran pasarelas y puentes colgantes. Este lugar es el retiro de los inmortales que protegen Liyue. Zhangjiajie fue elegido como inspiración debido a su geografía fantástica, que evoca un paisaje «que parece no pertenecer a este mundo». En el juego, el desfiladero es el refugio de los inmortales de Liyue, y la sensación de «grandes montañas envueltas en nubes» de Zhangjiajie encaja a la perfección. Además, el paisaje de picos de arenisca de Zhangjiajie se alinea con la temática del elemento roca de Liyue. Al atravesar la Cordillera Tianheng, se llega al Puerto de Liyue, situado en el sureste de la ciudad. En el juego, la entrada de la cordillera al puerto está inspirada en la «Puerta del Cielo» de la Montaña Tianmen. El equipo de desarrollo consideró que este recorrido crea un fuerte contraste visual y espacial al descubrir el puerto, lo que refleja la rica herencia natural y cultural de la región. La arquitectura del Puerto de Liyue se inspira en el diseño de Xiangxi, la antigua ciudad de Fenghuang, y el monte Heng con su Templo Colgante. Esta elección se basó en la opinión del equipo artístico, que destacó que estos lugares «tienen una base de envoltura fantástica». Además, la entrada y el puente, que recuerdan a un paifang, fueron diseñados para transmitir una sensación de ceremonialidad y solemnidad al ingresar al puerto.
Al partir hacia el oeste desde el Puerto de Liyue, se puede acceder al Valle Chenyu, que se habilitó el 30 de marzo de 2022 con el lanzamiento de la actualización 2.6. Esta región se caracteriza por un terreno complejo que incluye muchos ecosistemas y entornos geológicos únicos, y está dividida en regiones superior e inferior. Completar algunas misiones desbloqueará el área de la mina subterránea, donde los jugadores pueden usar el elemento «espato lumínico» para explorar. Al noroeste del puerto de Liyue, se llegará a otra área nueva llamada Alto Valle Chenyu. Esta área se habilitó el 31 de enero de 2024 con la actualización 4.4. Se encuentra al norte de Liyue y limita con Fontaine, y es un importante centro comercial. El terreno de esta zona se caracteriza por montañas, valles profundos y cascadas. El diseño de esta área está inspirado en Anhui, especialmente los Montes Huang reflejando la cultura hui, incluida la arquitectura Huizhou y las características del té que se produce en la Aldea Chiaoying. Para capturar mejor el estilo del paisaje, el juego introdujo dos técnicas avanzadas: «niebla volumétrica» y «degradado en rocas».
El responsable del arte de escenarios explicó que el juego no busca una reproducción detallada de los prototipos de la realidad, sino que extrae elementos y los reconstruye para presentar una forma de fantasía moderada. Durante el proceso de desarrollo, el equipo visitó numerosos lugares en China en busca de inspiración. Yin Chunbo, director y vicepresidente de miHoYo, comentó que el equipo temía que, al ser una empresa privada de videojuegos, los lugares turísticos pudieran rechazar su propuesta. Sin embargo, el Departamento de Propaganda del Comité Municipal de Shanghái y el Departamento de Cultura y Turismo de Shanghái les proporcionaron cartas de presentación, lo que les brindó más oportunidades para establecer conexiones.

## Historia
Liyue es la región que representa a China en Genshin Impact. Situada en la zona oriental de Teyvat, Liyue es el primer país establecido en este mundo. Según la historia, hace unos 3300 años, el Dios de Geo estableció Liyue. La Diosa de la Arena, conocida como Guizhong, construyó una poderosa balista para proteger la cordillera Tianheng. Además, condujo a los ancestros, que antes se dedicaban a la minería, a trasladarse al norte de la misma, a la llanura Guili, para dedicarse a la agricultura. Sin embargo, 2000 años después, estalló la Guerra de los Arcontes, lo que llevó al abandono de la llanura. Guizhong también falleció en este lugar, y tras establecer un refugio para los desposeídos en Sal Terrae, la Diosa de la Sal, Havria, fue asesinada por su propia gente. En consecuencia, el Rey de Geo guio a su pueblo a trasladarse al sur de la cordillera Tianhengn. Finalmente, el campo de batalla de la Guerra de los Dioses se trasladó al mar de Nubes, donde el Rey de Geo derrotó a un dios y liberó a los cinco grandes yakshas que estaban bajo su dominio, firmando un pacto con ellos.
En la víspera del final de la Guerra de los Arcontes, el Adeptus Alatus cortó sus propios cuernos para sostener el monte Tianheng, que había sido dañado por los arcontes. Después de su muerte, su sangre se convirtió en el agua de Bishui, formando lo que hoy es la llanura Bishui, inundando las ruinas de la sal de la tierra. Hace mil años, al finalizar la Guerra de los Arcontes, Rex Lapis selló a los arcontes con su lanza de piedra en el bosque de piedra Guyun. Los espíritus malignos dejados por los arcontes fueron eliminados por los yakshas, de los cuales solo queda Xiao, el yaksha dorado. Los antiguos habitantes de Liyue se dedicaron al comercio, y las Siete Estrellas de Liyue, que representan siete fuerzas comerciales, controlan el país. Ellos supervisan a los militares de Millelith, formados por valientes mortales bajo el mando de Rex Lapis. Los adeptus se retiraron a desfiladero Jueyun, mientras que Rex Lapis controla la economía de Liyue y estableció el Rito del Descenso.
Cuando el viajero llegó, el Rey de la Roca se transformó en Zhongli y al mismo tiempo fingió su propia muerte, lo que intensificó el conflicto entre los inmortales y las Siete Estrellas de Liyue, que gobernaban en su lugar. Uno de los once heraldos de los Fatui, Childe, aprovechó la oportunidad para invocar al dios demonio sellado Osial y atacar repentinamente el puerto de Liyue. Con la ayuda de las Siete Estrellas de Liyue y los adeptus, el viajero luchó contra Osial. Finalmente, Ningguang derribó su palacio, la «cámara de jade», sellando nuevamente a Osial. Posteriormente, el Rey de la Roca abdicó de su divinidad, las Siete Estrellas de Liyue tomaron el control total de la ciudad, y Liyue entró en una era de gobierno humano, dejando atrás el gobierno divino e inmortal.

## Recepción
El concepto de «Liyue» ha recibido críticas positivas. El Ministerio de Cultura y Turismo de la República Popular China elogió en su cuenta oficial de Weibo a miHoYo por explorar un nuevo modelo de cooperación interdisciplinaria «juego + turismo cultural» en Genshin Impact. Las actividades relacionadas con Liyue, ayudan al desarrollo de destinos turísticos locales y del Patrimonio Cultural Inmaterial, ampliando también el valor social del juego más allá del entretenimiento. Liyue también ha sido elogiado por Xinmin Evening News y Shangguan News. Xinmin Evening News considera que Liyue destaca elementos de la cultura tradicional china; cuando los jugadores llegan a la región de Liyue, descubren gradualmente elementos culturales tradicionales como la ópera, la cultura del té, los juegos de mesa, la medicina tradicional china y la mecánica. Shangguan News evalúa que Liyue revitaliza la cultura tradicional china a través de la innovación cultural.
Game Daily considera que Liyue es clave para que Genshin Impact haya sido incluido en la lista de «empresas y proyectos clave de exportación cultural nacional 2021-2022» del Ministerio de Comercio de China, ya que la trama, los personajes, la arquitectura, los monstruos y las actividades de Liyue están promoviendo la exportación cultural paso a paso. Game Grapes comenta que la impresión más directa de Liyue es el cambio en el estilo artístico general; a diferencia del estilo de fantasía euroamericana y japonesa de Mondstadt, Liyue está completamente orientado hacia un estilo de fantasía oriental. Game Gyro opina que los numerosos elementos de Liyue permiten a los jugadores de todo el mundo apreciar verdaderamente la belleza de la cultura china. Zhang Weiwei menciona en China Now que los escenarios de Liyue, desde una perspectiva estética, reflejan la «verdadera confianza cultural» de China. Debido a que los nombres de los lugares y productos de Liyue provienen del chino, también han atraído a algunos jugadores extranjeros a investigar la pronunciación en chino de los nombres y productos locales de Liyue.
Polygon cita comentarios que consideran que el diseño de Liyue es completamente diferente al de Mondstadt, con una arquitectura más única, mejor música de fondo, y una conexión más estrecha entre el conocimiento del entorno y la historia. Al mismo tiempo, fusiona elementos de la cultura de Asia Oriental mientras mantiene una jugabilidad, expresividad y estética que son adecuadas para jugadores de todo el mundo. Alan Wen de Eurogamer opina que Liyue «claramente está inspirada en la tradición y arquitectura chinas». Jiang Siqi, editor de Kotaku, cree que Liyue es una representación idealizada de las relaciones sociales en China, donde comerciantes y clientes expresan su preocupación mutua a través de la reciprocidad, y el dinero puede establecer relaciones de interdependencia, a diferencia de la mayoría de las personas que hoy en día viven en una sociedad donde los hábitos de compra están desconectados de la comunidad. Screen Rant compara el diseño de Liyue con lugares similares en China, afirmando que «la similitud de Liyue con China es innegable, tanto en términos de geografía como de cultura».